# 65803 디디모스

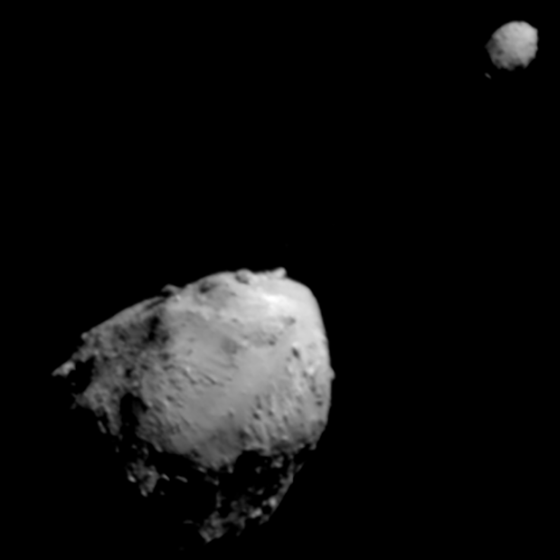

65803 디디모스(65803 Didymos, 임시 명칭 1996 GT)는 잠재적으로 위험한 소행성과 아폴로 소행성군의 지구 위협 천체로 분류되는 킬로미터 미만의 소행성과 쌍성계이다. 소행성은 1996년 키트 피크의 스페이스워치 조사에 의해 발견되었으며 디모르포스라는 이름의 160m 크기의 작은 소행성 달이 2003년에 발견되었다. 이진 특성으로 인해 소행성은 그리스어로 '쌍'(twin)을 뜻하는 디디모스(Didymos)로 명명되었다.
디디모스의 달인 디모르포스는 우주선과의 충돌을 통한 소행성 충돌 회피의 실행 가능성을 테스트하기 위한 DART 임무의 목표였으며, 충돌은 임무의 저공 비행 큐브위성 구성 요소인 LICIACube에 의해 목격되었다.

## 같이 보기
- 우주선이 방문한 소행성체와 혜성 목록